# تاماني هول
تاماني هول (بالإنجليزية: Tammany Hall)، والمعروف أيضا باسم جمعية سانت تاماني -أبناء سانت تاماني-، أو الكولومبي أوردر، هو تنظيم سياسي في مدينة نيويورك. تأسس في عام 1786م وأُدرج في 12 مايو 1789م، باسم جمعية تاماني. وكان هو الآلة السياسية الحزب الديمقراطي والذي لعب دورًا كبيرًا في السيطرة السياسية على مدينة نيويورك وولاية نيويورك ومساعدة المهاجرين -وأبرزهم الأيرلنديون- في المشاركة في الحياة السياسية الأمريكية في الفترة من تسعينيات القرن الثامن عشر وإلى ستينيات القرن العشرون.